# Alfred Poznański
Alfred „Savoir” Poznański (ur. 23 stycznia 1883 w Łodzi, zm. 26 czerwca 1934 w Paryżu) – francuski komediopisarz, syn Ignacego Poznańskiego oraz wnuk Izraela Poznańskiego. Jego bratem był przemysłowiec oraz wydawca Maurycy Ignacy Poznański.

## Życiorys
Ignacy początkowo pobierał nauki w domu, pod kierunkiem prywatnych nauczycieli, a następnie w miejskim gimnazjum w Łodzi, które ukończył w 1900 roku. Na studia wyjechał do Montpellier, gdzie studiował prawo. Po otrzymaniu dyplomu, przeprowadził się na stałe do Paryża. Tam poświęcił się pisaniu komedii, które tworzył w języku francuskim. Pomimo stałego pobytu we Francji, często przyjeżdżał do Łodzi i nigdy nie zerwał kontaktu z krajem.
W 1906 roku odbył się debiut sceniczny Alfreda Poznańskiego, którym było wystawienie sztuki Le troisième couvert (pol. Trzecie nakrycie). Z czasem jego twórczość zdobywała popularność, chociaż nie przez wszystkich krytyków była ceniona. W ciągu całego życia komediopisarza wystawiono ok. 30 jego utworów, w tym jeden z nich – Banco! – zekranizowało studio Paramount Pictures pod tytułem Lost: A Wife (1925). Niektóre sztuki doczekały się również premier w polskich teatrach.
Był współzałożycielem i jednym z redaktorów tygodnika Marianne.
W czasie I wojny światowej walczył we francuskim lotnictwie, za co został odznaczony Legią Honorową.